# La Zarza (Kasztília és León)
La Zarza egy község Spanyolországban, Valladolid tartományban. La Zarza Ramiro, Valladolid, Moraleja de las Panaderas, Pozal de Gallinas és Olmedo községekkel határos. Lakosainak száma 118 fő (2024).

## Népesség
A település népessége az utóbbi években az alábbiak szerint változott:
| Lakosok száma | 154  | 152  | 148  | 136  | 124  | 127  | 116  | 111  | 115  | 118  |
|               | 2001 | 2004 | 2007 | 2009 | 2012 | 2014 | 2017 | 2019 | 2022 | 2024 |